# Culture de l'Afghanistan

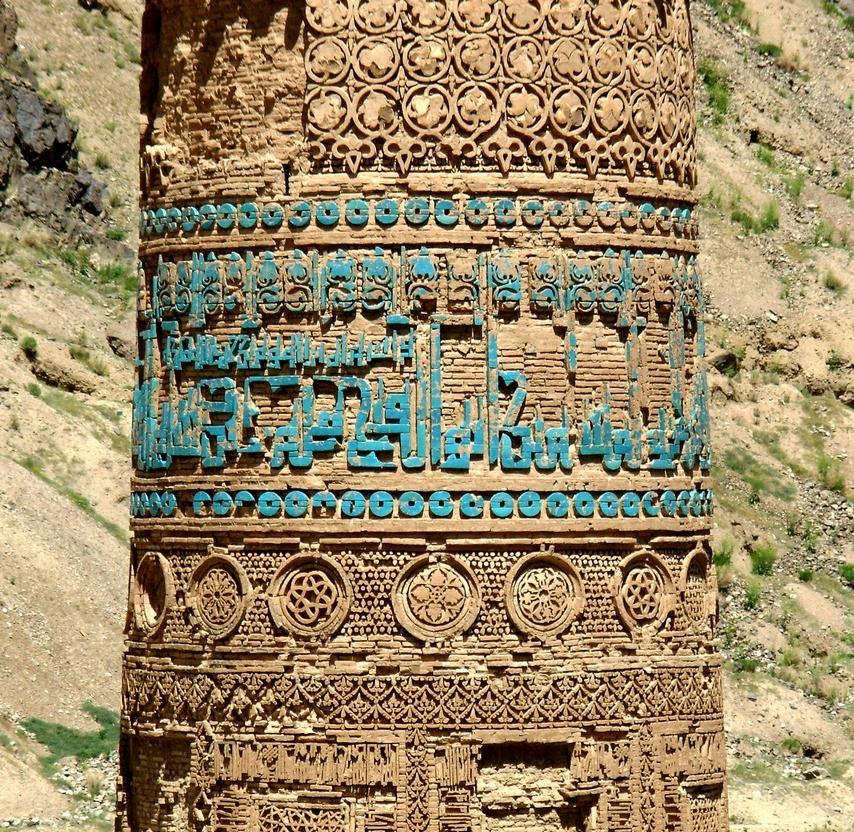
Minaret de Djâm (détail)

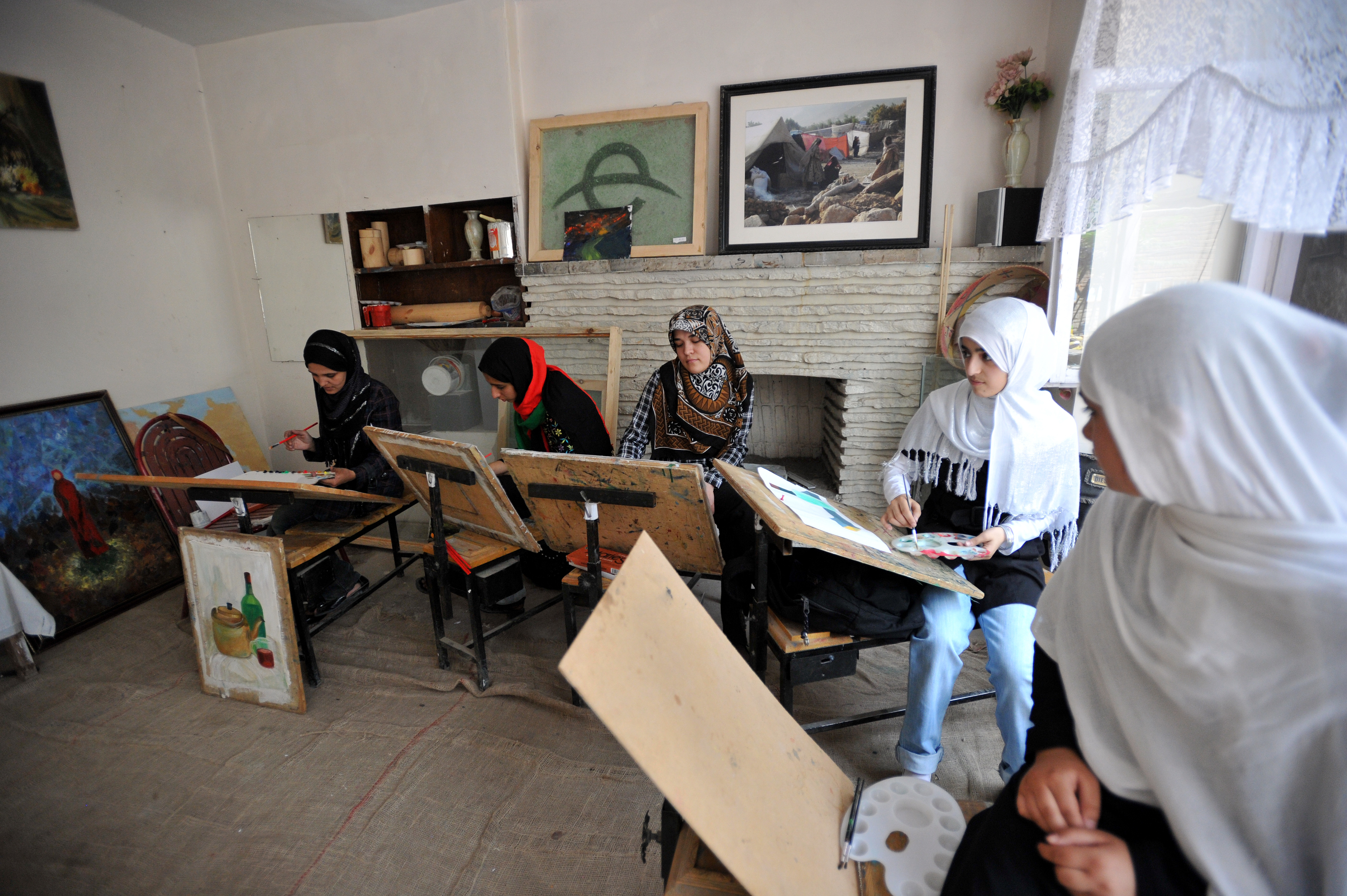
Atelier de peinture au Centre d'art contemporain de Kaboul

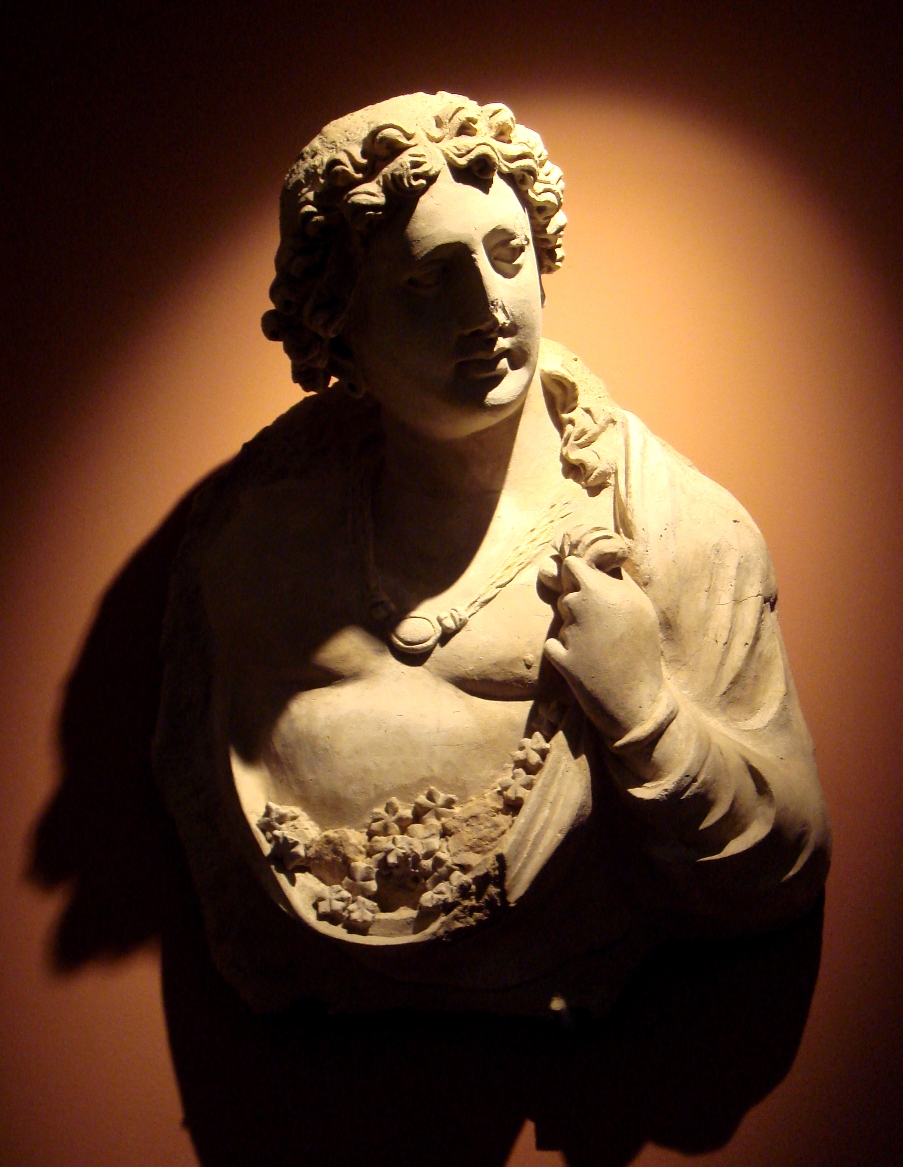
Homme afghan

Cet article traite de la culture afghane.

## Langues et populations

### Populations
- Groupes ethniques en Afghanistan

## Traditions

### Religion(s)
- Catégorie:Religion en Afghanistan
- Islam en Afghanistan
- Histoire des Juifs en Afghanistan
- Hijab en Afghanistan (en)

### Symboles
- Armoiries de l'Afghanistan
- Drapeau de l'Afghanistan
- Milli Tharana, hymne national de l'Afghanistan

## Littérature
- Littérature d'Afghanistan (en)
- Littérature et poésie pachtounes (en)
- Diwan (Nasir Khusraw) (en) (1004-1088)
- Liste des bibliothèques en Afghanistan (en)
- Littérature afghane contemporaine[1]
- Écrivains afghans
- Liste d'écrivains de langue perse (en)

## Média
- Catégorie:Média en Afghanistan

## Arts visuels
- Catégorie:Artiste afghan

### Photographie
- Catégorie:Photographe afghan

## Arts du spectacle

### Musique
- Musiciens afghans

### Danse
- Danse en Afghanistan[2]

### Théâtre
- (en) Simon Tordjman, Une introduction au théâtre  actuel en Asie centrale et en Afghanistan, 2006 (IETM, International network for contemporary performing arts)[3]

### Autres: marionnettes, mime, pantomime, prestidigitation
- Buz-baz (en)
- Afghan Mobile Mini Children's Circus (en)

### Cinéma
- Films afghans, Liste de films afghans
- Réalisateurs afghans
- Scénaristes afghans
- Acteurs afghans
- Actrices afghanes

## Santé
- Catégorie:Santé en Afghanistan
- Protection sociale

### Sports, arts martiaux
- Afghanistan aux Jeux olympiques
- Comité national olympique d'Afghanistan
- Afghanistan aux Jeux paralympiques
- Stade Ghazi
- Bouzkachi
- Catégorie:Sport en Afghanistan
- Jeux de l'Asie centrale, Jeux mondiaux nomades

## Patrimoine
Parmi les éléments importants du patrimoine ancien, on peut citer au moins le trésor de Begrâm (pièces en ivoire, verre, bronze...) ; les cités antiques de Bactres et Aï Khanoum ; les citadelles de Kaboul, d'Hérat ; les sites de  Mes Aynak, Hadda, Bâmiyân et Lashkari Bazar ;  le  minaret de Djâm ; le château de Rostam... 

### Musées
- Liste de musées en Afghanistan (en), dont Musée national afghan de Kaboul.

### Liste du Patrimoine mondial
Le programme Patrimoine mondial (UNESCO, 1971) a inscrit dans sa liste du Patrimoine mondial (au 12/01/2016) : Liste du patrimoine mondial en Afghanistan.
Beaucoup de monuments historiques du pays ont été endommagés dans les guerres récentes et d'autres détruits comme les deux célèbres statues de Bouddha dans la province de Bâmiyân en 2001.